# Радојевић
Радојевић је српско презиме, патроним настао од мушког имена Радоје. Може се односити на следеће особе:
- Александар Радојевић (1934), архитекта
- Горан Радојевић (1963), фудбалер
- Милош Радојевић (1986), фудбалер
- Првослав Радојевић, српски племић